# Tè mu
Il tè mu è una bevanda con proprietà tonificanti, ideata negli anni '50 dal giapponese Georges Ohsawa, considerato il padre della macrobiotica. Nonostante il nome, non è una varietà di tè, ma una miscela di radici ed erbe medicinali di tradizione orientale.
La ricetta prevede da 9 a 16 ingredienti, tra cui ginseng, radice di liquirizia, radice di zenzero, estratto di buccia di mandarino, cannella, prezzemolo giapponese, chiodi di garofano, radice di angelica e radice di peonia.
Gli si attribuiscono proprietà rigeneranti, rinfrescanti, toniche dell'apparato digerente ed anche effetti benefici sulla funzionalità sessuale maschile e femminile. Diversamente dal tè, non si prepara per infusione, ma per decotto, facendo bollire per circa 10 minuti una bustina (anche sfusa) in circa 750 ml d'acqua. Non contiene caffeina, ma contenendo ginseng il suo consumo può essere controindicato nelle ore serali.